# Santo Niño de Dipuyay
Santo Niño es un barrio rural  del municipio filipino de tercera categoría de Busuanga perteneciente a la provincia  de Paragua en Mimaro,  Región IV-B.

## Geografía
Este barrio  se encuentra en  la Isla Busuanga la más grande del Grupo Calamian situado a medio camino entre las islas de Mindoro (San José) y de Paragua (Puerto Princesa), con el Mar de la China Meridional a poniente y el mar de Joló a levante. Al sur de la isla están las otras dos islas principales del Grupo Calamian: Culión y  Corón.
Su término linda al norte y al oeste con el barrio de   Sagrada; al sur con la bahía de Gutob en el Mar de la China Meridional; y al este con el municipio de Corón, barrios de Bintuán y de Decalachao. 

Comprende las siguientes islas e islotes: Lajo, Pass, Darab, Dibu y Manglet.

### Demografía
El barrio  del Santo Niño contaba  en mayo de 2010 con una población de 1.201 habitantes.